# Lauria (1912)
El Lauria fue un cañonero de la Armada Española de la clase Recalde, construidos por la Sociedad Española de Construcción Naval en los astilleros de Cartagena. Su epónimo es Roger de Lauria (1245 - 1305), almirante de la flota de la Corona de Aragón y de Sicilia, durante el reinado de Pedro III el Grande de Aragón. 

## Construcción
Los cuatro buques de su clase fueron proyectados de acuerdo con el Plan Naval de 1908 (ley de 7 de enero de 1908, D.O. n.º 5, de 8-1-1908), más conocido como plan Ferrándiz, que preveía un determinado número de unidades en España, con el fin de acortar el abismo tecnológico existente con el resto de las potencias europeas. La serie estaba dotada de un presupuesto total de construcción de 6 millones de pesetas.
El Lauria, así como los otros tres componentes de su clase, recibieron sus nombres en honor a marinos históricos de España. El 17 de noviembre de 1909 se dieron a conocer los nombres de los buques de su serie.
Al ser los cuatro cañoneros de su clase exactamente iguales, se ideó un sistema para distinguirlos consistente en pintar en julio de 1915 cuatro zunchos de veinte centímetros de anchura en lo alto de la chimenea del Lauria, con treinta centímetros de separación entre cada uno de ellos.

## Historial
El Lauria fue asignado a la Armada española en 1912, tras realizar pruebas satisfactorias de mar y consumos los meses precedentes. 
El Lauria fue asignado a la Armada española el 21 de agosto de 1912. Como todos los cañoneros de su clase, su historial de servicio estuvo muy ligado a la costa norteafricana. Uno de sus primeros servicios fue participar en el rescate del cañonero General Concha en la noche del 11 de junio de 1913, alojando a la tripulación del buque siniestrado tras quedar embarrancado. El día siguiente, junto al cañonero Recalde y al crucero Reina Regente, destruyeron los restos del naufragio para evitar caer en manos enemigas. A mediados de marzo de 1920 participó en varios desembarcos en la costa rifeña. 
Pasó la revista de embarcaciones de la Armada de enero de 1914 en el Arsenal de La Carraca (Cádiz), calificándose como "cañonero de primera clase", al igual que todos los componentes de su clase.
El 12 de enero de 1921 participó en el desembarco de Punta Afrau, llevando a un contingente de mil soldados para apoyar el avance del general Silvestre desde Melilla a Annual. En marzo siguiente volvió a realizar una acción similar con las tropas del general Morales den Sidi-Dris. Ante el avance rebelde sobre Sidi-Dris y Punta Afrau, el Lauria participó el 25 de agosto de 1921 en la evacuación de dichas posiciones zarpando desde su base en Algeciras. Más tarde, ese mismo mes y junto con el Bonifaz bombardeó posiciones enemigas en Ras Quiviana y Zoco de El Arbaa para apoyar la ocupación de las mismas por parte de las tropas comandadas por el general Cabanellas. A mediados de septiembre de 1921, fue relevado por el Laya en tareas de vigilancia sobre las Islas Chafarinas. A finales de octubre de 1922 y formando parte de la escuadra compuesta también por el acorazado Alfonso XIII, los destructores Cadarso y Villaamil y el cañonero Laya, bombardeó posiciones enemigas nuevamente en Sidi-Dris y Afrau, en una zona próxima a Melilla en el frente comprendido entre Dar el Quebdani y Azru. 
Su historial de servicio incluye diversas campañas en el Marruecos español, participando  en el desembarco de Alhucemas el 8 de septiembre de 1925, al igual que todos los buques de su clase.

### Guerra Civil
Tras la entrada en servicio de los tres cañoneros de la clase Cánovas del Castillo se pensó en dar de baja a los cuatro buques de la clase Recalde. El estallido de la Guerra Civil prologó, sin embargo, la vida útil del Lauria. 
Al producirse el golpe de Estado del 18 de julio de 1936, el Lauria se hallaba en reparaciones en el Arsenal La Carraca (Cádiz), por lo que quedó integrado en el bando sublevado. A pesar de ello, no pudo dar nuevamente servicio hasta finales de 1936 tras ser alistado, debido a los daños causados durante los primeros días de la sublevación.
Con nuevo armamento, se incorporó en la nueva flotilla que patrullaba la zona del estrecho. El 26 de noviembre apresó al buque mercante soviético Tsyurupa y lo condujo hasta Ceuta. El 9 de marzo de 1938 hizo lo propio con el mercante soviético Lensovet, al que conjujo hasta Cádiz.

### Últimos años
El Lauria no fue dado de baja hasta el 10 de diciembre de 1945,siendo el último buque de su clase en pasar a esta situación, tras un servicio en la Armada española de más de 32 años, el más dilatado de su clase.